# Aphrocallistes beatrix
Aphrocallistes beatrix is een sponssoort in de taxonomische indeling van de glassponzen (Hexactinellida). De spons leeft diep in zee. Het skelet van de spons bestaat uit spicula van kiezel.
De spons behoort tot het geslacht Aphrocallistes en behoort tot de familie Aphrocallistidae. De wetenschappelijke naam van de soort werd voor het eerst geldig gepubliceerd in 1858 door Gray.